# Selskabet til Udgivelse af danske Mindesmærker
Selskabet til Udgivelse af danske Mindesmærker udgiver videnskabelige publikationer om kunstnerisk kultur i Danmark. Selskabet – i daglig tale Mindesmærkeselskabet – blev stiftet den 23. september 1919 af en kreds af forskere omkring kunsthistorikeren Francis Beckett, herunder Mouritz Mackeprang, Christian Axel Jensen, Vilhelm Lorenzen, Mogens Clemmensen, Mario Krohn og Poul Nørlund. Selskabet sikrer det økonomiske grundlag for bogudgivelserne. Blandt de mange fremtrædende medlemmer af selskabets bestyrelse gennem tiden kan nævnes Wilhelm Wanscher, Leo Swane, Jørgen Sthyr, Otto Norn, Harald Langberg, Gudmund Boesen, Lisbeth Balslev Jørgensen, Ole Feldbæk, Povl Eller og Erik Fischer.
Ideen om grundlæggelsen af et selskab, der skulle stå for udgivelsen af bøger om dansk kunstnerisk kultur - i vore dage ville man måske sige væsentlige nedslag i vores kulturarv - kom tilsyneladende fra direktøren for Nationalmuseets 2. afdeling, dr. phil. Mourtiz Mackeprang. Han argumenterede i 1912-1913 for det ønskværdige i udgivelsen af hvad han som overskrift kaldte for "Danmarks historiske Mindesmærker", hvorved mentes kirker, slotte, herregårde, købstadshuse og bøndergårde, altså primært den byggede kulturarv, men også væsentligt inventar og udsmykninger. I 1919 tog kunsthistorikeren Francis Beckett initiativet til oprettelsen af selskabet, stadig med Mackeprang som central person. Selskabet skulle blandt medlemmerne dels skaffe forfatterne til de bøger, man besluttede at udgive, dels skulle medlemskabet fungere som en slags subskription, der sikrede værkernes økonomiske grundlag. Fra starten har stort set alle udkomne værker dog også været støttet af fonde. Og siden subskriptionsmedlemskabet blev udfaset i 1960erne har samtlige udgivelser været helt fondsfinansierede - med selskabets 100-års jubilæumspublikation som eneste undtagelse..
I selskabets tidlige år, fra 1920-1926, var Dronning Louise, enke efter Frederik VIII, protektor. Selskabets formænd er blevet hentet udenfor arkæologernes, historikernes og kunsthistorikernes rækker:
- Overretssagfører Lauritz Zeuthen, 1920-1923
- Departementschef Andreas Peter Weis, 1924-1932
- Generalkonsul, grosserer Hjalmar Hartmann, 1933-1945[4]
- Direktør, civilingeniør Svend Brannov, 1946-1962
- Stiftamtmand Florian Martensen-Lassen, 1964-1990
- Landsdommer Jørgen Mundt, 1990-2000
- Landsdommer Kjeld Wiingaard, 2000-2018
- Højesteretsdommer Jon Stokholm, 2018-

## Selskabets sammensætning
H. M. Dronning Margrethe II har siden 1966 været selskabets protektor.
Selskabets nuværende bestyrelse består af:
- højesteretsdommer Jon Stokholm (formand)
- museumsinspektør v. Thorvaldsens Museum, ph.d. Margrethe Floryan
- museumsdirektør for Davids Samling, fil. dr. Kjeld von Folsach
- fhv. museumsdirektør for De Danske Kongers Kronologiske Samling på Rosenborg og Amalienborg, Niels-Knud Liebgott
- professor i historie, Københavns Universitet, dr. phil. Gunner Lind[5]
- professor i kunsthistorie, Københavns Universitet, dr.phil. Maria Fabricius Hansen[6]
- professor i historie, Københavns Universitet, ph. d. Marie-Louise Bech Nosch
- seniorforsker, mag. art. Claus M. Smidt
- mag. art. og ph. d. Jesper Svenningsen[7]
- kunsthistoriker, dr. phil. Mikael Wivel
- H.M. Dronningens Håndbibliotekar, Kongernes Samling, mag. art. og ph.d. Mikael Bøgh Rasmussen

## Selskabets udgivelser
Selskabets første udgivelse kom i 1921. Når teksten er affattet på dansk, indeholder publikationen normalt en sammenfatning på et verdenssprog. Er teksten skrevet på et verdenssprog, indeholder publikationen en sammenfatning på dansk.
Indtil videre er udgivet:
1. M. Mackeprang: Vases sacrés émaillés d´origine francaise du 14. siècle conservés dans le Musée National de Danemark. 1921.
2. Francis Beckett: Uraniborg og Stjærneborg. Tegninger af Charles Christensen. 1921.
3. Mogens Clemmensen og Vilh. Lorenzen: Kalundborg Kirke. 1922.
4. Chr. Axel Jensen: Gjorslev. Roskildebispens Borg paa Stevns og dens Bygningshistorie. 1924.
5. Fr. Weilbach: Architekten Lauritz Thura. 1924.
6. Poul Nørlund: Gyldne Altre. Jysk Metalkunst fra Valdemarstiden. 1926.
7. V. Thorlacius-Ussing: Billedhuggeren Thomas Quellinus. 1926.
8. Fr. Weilbach: Architekten C. F. Harsdorff. 1927.
9. Leo Swane: Kobberstikkeren J. F. Clemens. Biografi samt Fortegnelse over hans Kobberstik. 1929.
10. C. M. Smidt: Cistercienser-Kirken i Løgum. Tegninger af Harald Lønborg-Jensen. 1931.
11. C. Elling og V. Sten Møller: Holmens Bygningshistorie 1680-1930. 1932.
12. Georg Galster: Danske og norske Medailler og Jetons ca. 1533 til ca. 1788. 1936.
13. Vilh. Lorenzen: Christian IV´s Byanlæg. 1937.
14. M. Mackeprang: Danmarks middelalderlige Døbefonte. 1941.
15. Poul Nørlund og Egmont Lind: Danmarks romanske Kalkmalerier. 1944.
16. M. Mackeprang: Jyske Granitportaler og anden romansk Skulptur. 1948.
17. Otto Norn: Christian III´s Borge. 1949.
18. M. Mackeprang og Sigrid Flamand Christensen: Kronborgtapeterne. 1950.
19. Chr. Axel Jensen: Danske adelige Gravsten fra Sengotikens og Renaissancens Tid. Stu¬dier over Værksteder og Kunstnere. I-II og Planchebind. 1951-53.
20. Henrik Bramsen: Gottlieb Bindesbøll. Liv og arbejder. Med en fortegnelse over hans tegninger til arkitektur. 1959.
21. Torben Holck Colding: Cornelius Høyer 1741-1804. 1961.
22. Else Kai Sass: Thorvaldsens Portrætbuster I-III. 1963-65.
23. Knud Voss: Bygningsadministrationen i Danmark under Enevælden. Med en byg¬ningshistorisk Redegørelse for Størstedelen af Periodens danske Raadhuse. 1966.
24. Jan Steenberg: Fredensborg Slot. Monumenter og Minder. Tiden 1720-1796. 1969.
25. Povl Eller: Kongelige Portrætmalere i Danmark 1630-82. 1971.
26. Jan Steenberg (og Holger Schmidt): Fredensborg II med atlas. 1979.
27. Harald Langberg: Gunhildkorset. 1982.
28. Kjeld von Folsach: Fra nyklassicisme til historicisme. Arkitekten G. F. Hetsch. 1988.
29. Otto Norn og Søren Skovgaard Jensen: Visdommen i Vestjylland (The House of Wisdom). 1990.
30. Ellen Poulsen: Jens Juel. I-II. 1991
31. Hanne Raabyemagle: Christian VIIs Palæ, Amalienborg I-II. 1999 (engelsk udg.: The Palace of Christian VII, Amalienborg vol I-II. 1999; fransk udg.: Le Palais de Christian VII, Amalienborg t. I-II'. 1999.)
32. Mirjam Gelfer-Jørgensen (red.): Dansk jødisk kunst - Jøder i dansk kunst. 1999 (engelsk udg.: Danish Jewish Art - Jews in Danish Art. 1999.)
33. Suzanne Ludvigsen: Maleren Dankvart Dreyer I-II. 2008.
34. Jørgen Hein: The Treasure Collection at Rosenborg Castle I-III. 2009.
35. Karin Kryger (red.): Danske Kongegrave I-III.  2014.
36. Line Bregnhøi og Hanne Raabyemagle: Abildgaard som arkitekt - former og farver. 2019.
37. Claus M. Smidt: 100 år i kunstens tjeneste. Selskabet til Udgivelse af danske Mindesmærker. 2019.